# Jurmytschski Sakasnik
Jurmytschski sakasnik (russisch Юрмычский заказник, wiss. Transliteration Jurmyčskij zakaznik, auch: Государственный зоологический охотничий заказник «Юрмычский» имени А. В. Григорьева) ist ein staatliches Wildreservat im Oblast Swerdlowsk in Russland.

## Geographie
Das Schutzgebiet umfasst eine Fläche von 194 km² in den Gemeinden Pyschminski (Пышминский городской округ), Irbitski (Ирбитское муниципальное образование) und Kamyschlowski (Камышловский район) in der Region Swerdlowsk. Das Reservat wurde am 24. März 1982 gegründet, um Wildschweinen und Rehen ein Rückzugsgebiet zu geben und deren Population zu erhöhen. Es wurde nach A. W. Grigorjewa (А. В. Григорьева) benannt.

## Tierwelt
Das Reservat beherbergt neben Rehen und Wildschweinen Elch, Dachs, Eichhörnchen, Auerhuhn, Birkhuhn und zahlreiche weitere Vogelarten. Im Winter kümmern sich Jäger um ausgiebige Wildfütterung und die Anlage von schneearmen Gebieten und Korridoren für das Wild.